# FCL M4
Die Reihe M4 sind schmalspurige Dieseltriebwagen der Ferrovie Appulo Lucane (FAL) und der Ferrovie della Calabria (FC) in Süditalien, hergestellt von Fiat und Ferrosud. Für den Einsatz auf dem Streckenabschnitt Catanzaro Città–Catanzaro Lido ist die Teilserie M4c der FC mit Zahnradantrieb ausgestattet.

## Geschichte

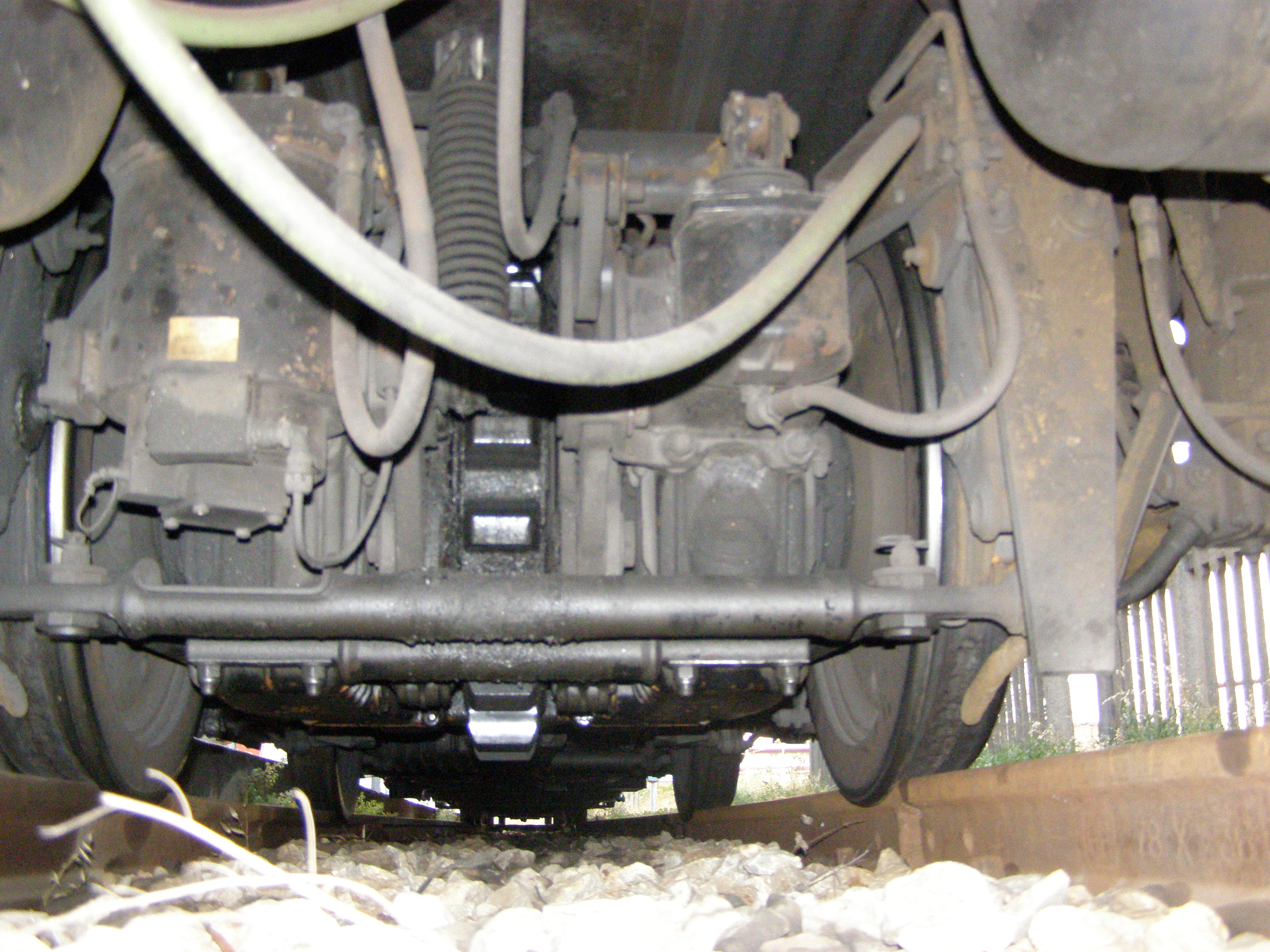
Die erste und die vierte Achse der M4c sind mit einem Triebzahnrad versehen.

In den 1980er-Jahren ließen die Ferrovie Calabro Lucane (FCL) von Fiat die von normalspurigen ALn 663 der FS abgeleitete Reihe M4 entwickeln, um die inzwischen veralteten M2-Triebwagen zu unterstützen oder zu ersetzen. Die Triebwagen werden von zwei 6-Zylinder-Iveco-Motoren über ein 5-Gang-Getriebe mit hydraulischer Kupplung angetrieben. Mit einer Vielfachsteuerung können zwei Einheiten gemeinsam verkehren. Für Drei- und Vierfachtraktion ist ein zweiter Triebfahrzeugführer notwendig. Bereits im Jahr 1983 lieferte Ferrosud passende Beiwagen RA 4001–4015.
1987 lieferte Fiat die erste Teilserie M4.300, die dem Depot Bari zugeteilt wurde und 1991 mit der Aufteilung der FCL zu den FAL kam. 1991/92 erhielten die FC die beiden Zahnradtriebwagen M4c.351 und 352, zwischen Ende 1996 und den ersten Monaten des Jahres 1997 folgten die restlichen acht Zahnradtriebwagen. Ebenfalls im Jahr 1997 begann die Lieferung der Adhäsionstriebwagen M4.400 an die FC. Ab 1999 kamen schließlich die Doppeltriebwagen M4.350 zu den FAL.

## Bilder

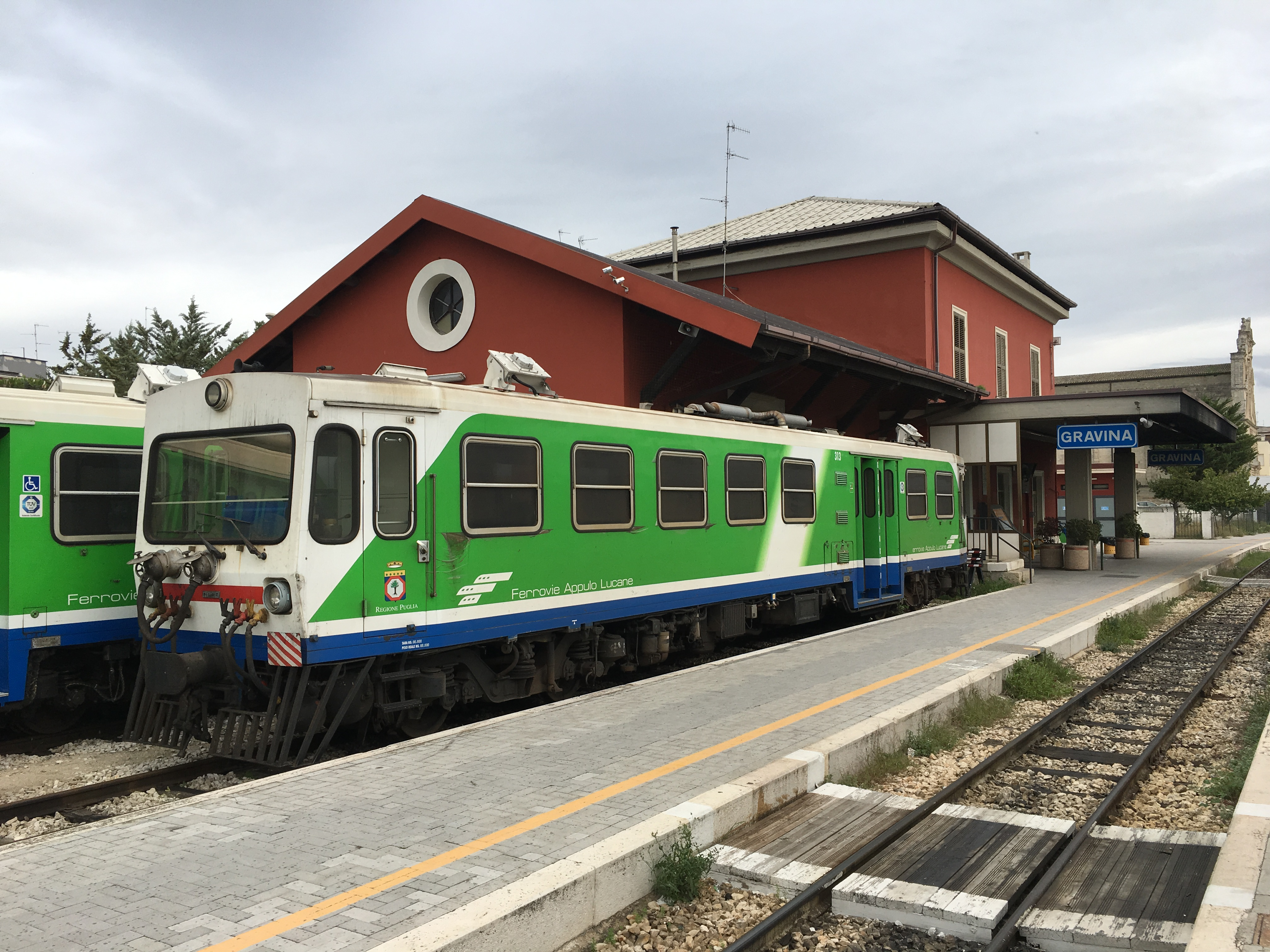
Triebwagen M4.313 der FAL in Gravina
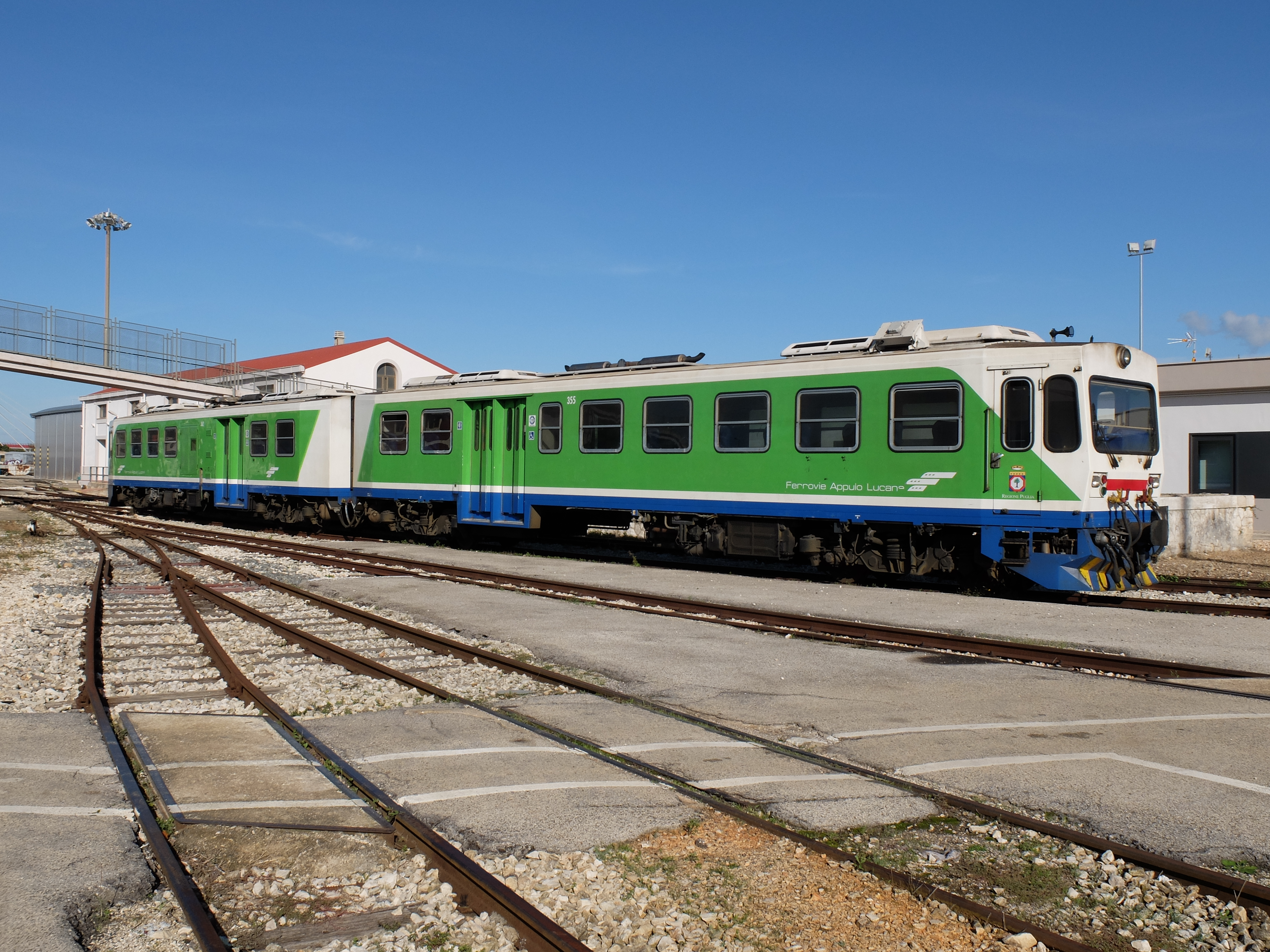
Doppeltriebwagen M4.355 der FAL in Bari Salo
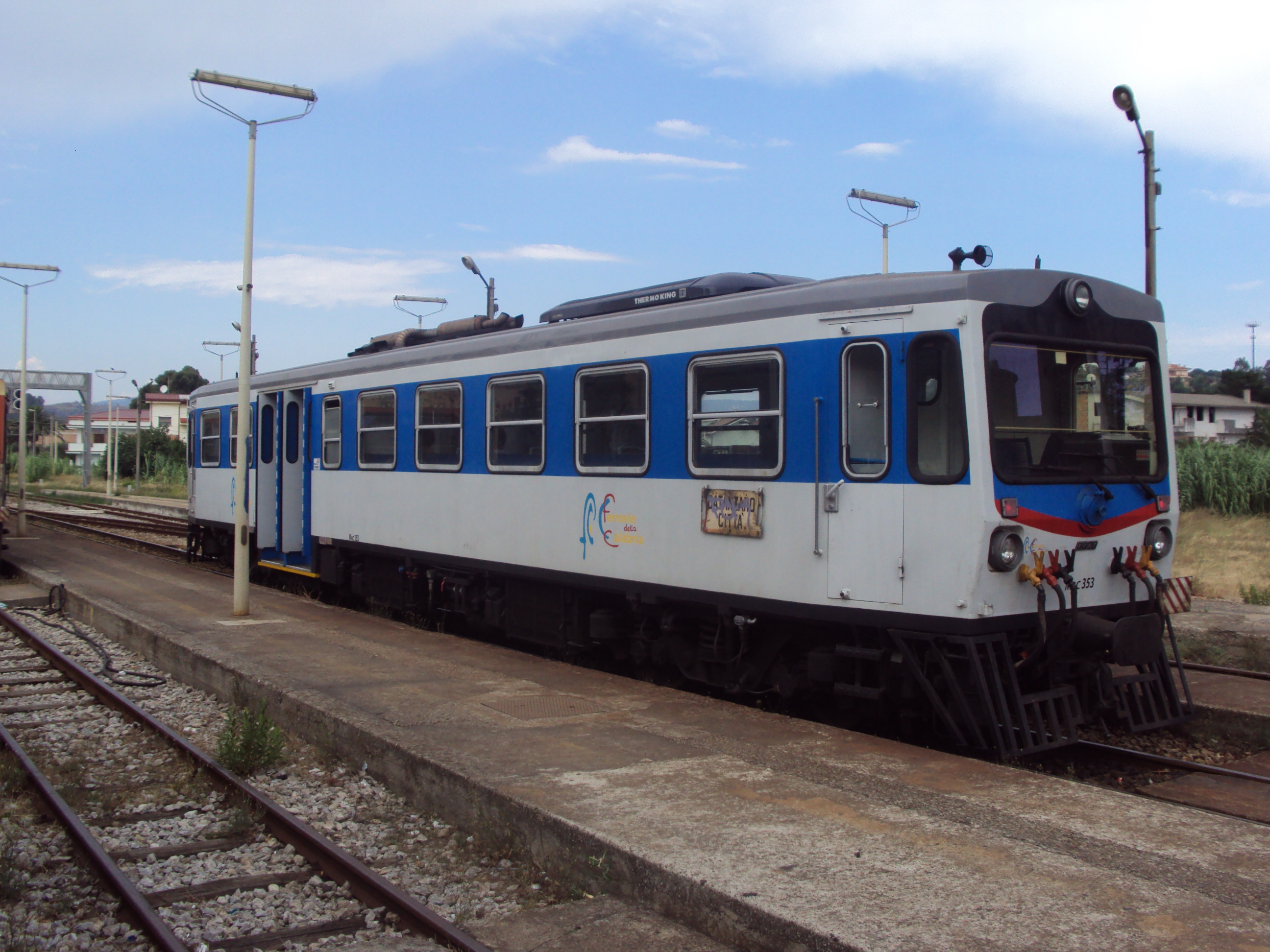
Zahnradtriebwagen M4c.353 der FC in Catanzaro Lido
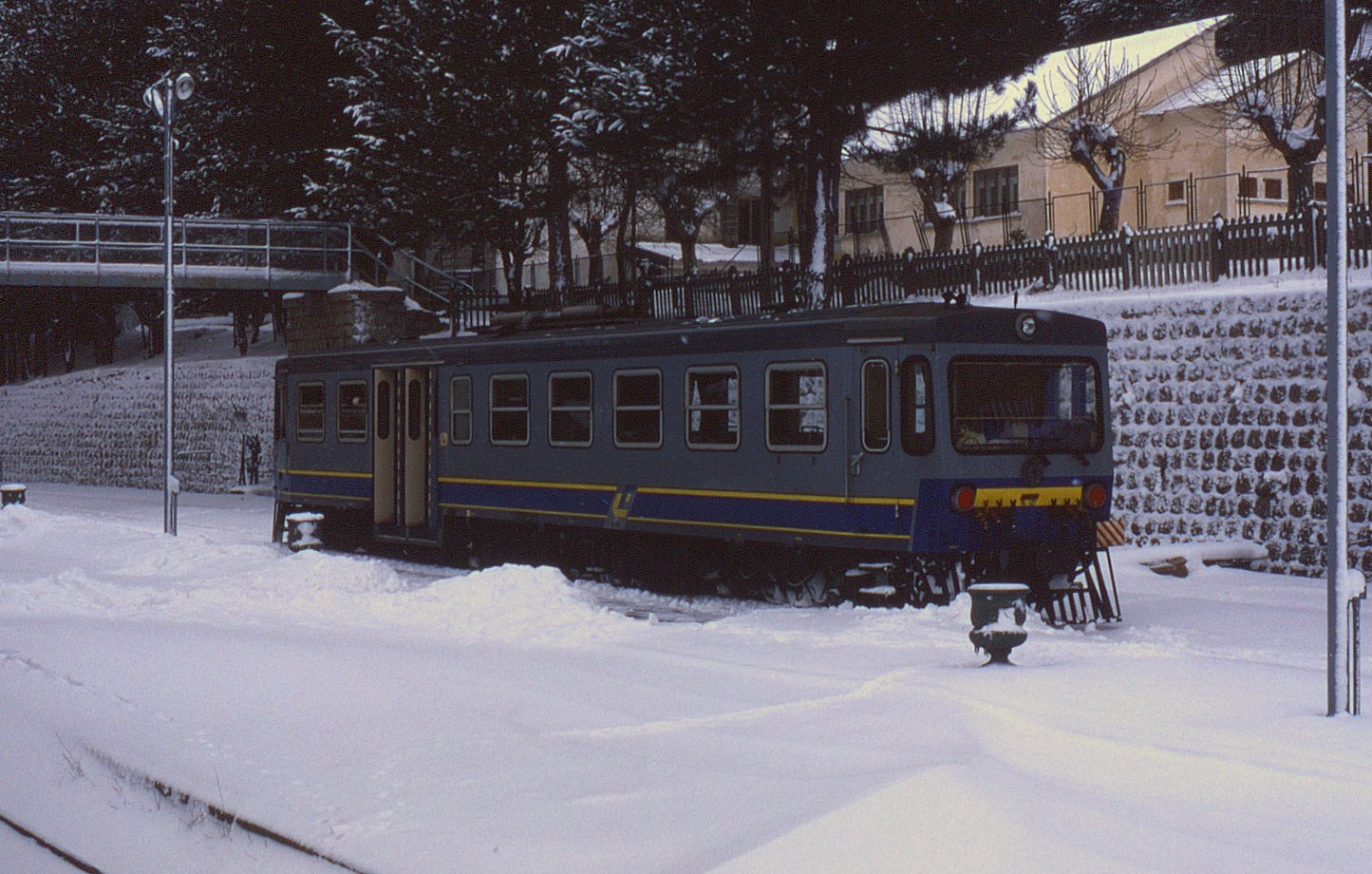
Adhäsionstriebwagen M4.401 der FC im Jahr 1998 in Camigliatello Silano